# ヌエボ・ソル
ヌエボ・ソル (nuevo sol) は、ペルーで2015年12月15日まで使用されていた通貨単位の名称である。日本語では「新ソル」と訳される場合もあった。略称は"S/."。補助単位はセンティモ ("céntimo")で、100センティモ=1ヌエボ・ソル。文法(スペイン語)の都合上、複数形では「ヌエボス・ソーレス」("nuevos soles")になる。スペイン語で、"nuevo"は「新しい」、"sol"は「太陽」をそれぞれ意味する。
いわゆる「旧ソル」と区別する目的で、1991年7月の導入以来、形容詞"nuevo"が付帯されていたが、単に「ソル(ソーレス)」と略される事の方が多くなっていた日常のやり取りとの整合性を考慮する形で、2015年12月15日に1985年以前の名称「ソル」が復活、略称も「S/」(ピリオド無し)に改められた(ISOコードは据え置き)。

## 歴史
1980年代初頭から1990年代前半にかけて、経済破綻に伴う激しいインフレが発生したペルーでは、2度の大きなデノミネーションが実施された。
1度目、1985年2月1日のデノミ(千分の1)で、それまでの旧ソルが新通貨インティに切り替えられ、1インティ=1,000旧ソルの比率で交換された。
2度目(100万分の1)は1991年7月1日で、新旧両通貨の交換比率は1ヌエボ・ソル=100万インティであったが、このデノミに先行する形で、1991年1月1日から同年6月末まで、インティの100万倍の購買力を持つ決済用の仮想単位「インティ・エン・ミリョネス」("inti en millones"、略称"I/m.")に言い換える準備期間が設けられている為、実質的には1990年12月末を以ってインティは通貨単位としての役目を終えている。ただし、I/m.建ての硬貨・紙幣などは新規に発行される事はなく、実際に流通していたのは従来のインティ紙幣のみ(「鋳潰し」を警戒して、収集家向けの「Brilliant Uncirculated」を除き、硬貨の鋳造は中断していた)である 。
新単位建ての硬貨は1991年10月に(一般向けとしては約3年ぶりに復活)、紙幣は同年11月よりそれぞれ流通が開始されている。旧貨建て紙幣との併用期間を経て、1992年に完全移行した。
2015年12月15日を以って「ソル」に改称しているが、悪性インフレの事後処理目的で実施された過去2回のデノミとは異なり、変更されたのは名称のみ(等価交換)であり、それまでの額面がヌエボ・ソル建ての紙幣と新しい(「ソル」建ての)紙幣の併用に期限は設けられていない。ただし、値札や有価証券、契約書などでの貨幣単位の表記に関しては、2017年1月１日までに新単位への完全移行が義務付けられている。
デノミが実施された1991年当時よりは減価しているものの、1997年以降年率で一桁の低インフレが持続している為、その変動は極めて緩やかであり、対米ドルレートもUS$1=S/.3前後の水準で推移。中南米地域では、隣国ボリビアのボリビアーノと並び、最も価値の安定した通貨と評価されている。

## 紙幣と硬貨
紙幣：200・100・50・20・10の各S/.(計5種類)
硬貨：5・2・1の各S/.及び50・20・10の各センティモ(計6種類)